# Само људи
Само људи је југословенски филм из 1957. године. Режирао га је Бранко Бауер а сценарио је написао Арсен Диклић.

## Радња
Предраг Бојанић, инжењер на градњи хидроелектране, ратни је инвалид без ноге, упознаје у санаторију за очне болести Љубицу Ромић, девојку која је у рату изгубила вид.
Примаријус Вранчић предлаже Буби да се пре операције која би јој могла вратити вид одмори у оближњем пансиону у којем станују Бојкан и његов пријатељ др. Жарко Митровић, Вранчићев помоћник. 
Домаћица пансиона, тета Ема, у почетку тешко прихвата Бубу, јер је љубоморна на гошће у пансиону, али се постепено с њом зближава. Буба и Бојкан проводе све више времена заједно, забављају се скијањем, а на крају се и заљубљују. Она не зна за његову ману. У пансион долази Лела, Мирковићева пријатељица, и својој несмотреношћу изазове нервозу и Емину љубомору, а затегнутост ситуације појачавају чињеница да се термин операције ближи као и то што се Бојкан осећа нелагодно због прикривања инвалидности.

## Улоге
| Глумац             | Улога             |
| ------------------ | ----------------- |
| Тамара Милетић     | Љубица Ромић Буба |
| Милорад Маргетић   | Предраг Бојанић   |
| Никша Стефанини    | Жарко Мирковић    |
| Оливера Марковић   | Лела              |
| Нела Ержишник      | Тетка Ема         |
| Томо Курузовић     | Мишко             |
| Стјепан Јурчевић   | Врачић            |
| Бранко Шантић      | Бабоња            |
| Лука Делић         | Авдо              |
| Драгослав Поповић  | радник са скеле   |
| Даринка Ђурашковић | медицинска сестра |

Комплетна филмска екипа  ▼
| Редитељ                   | Бранко Бауер      |                                            |
| Сценариста                | Арсен Диклић      |                                            |
| Композитор                | Бојан Адамич      |                                            |
| Директор фотографије      | Бранко Блажина    |                                            |
| Монтажер                  | Радојка Танхофер  | (као Радојка Иванчевић)                    |
| Сценограф                 | Владимир Тадеј    |                                            |
| Уметнички директор        | Владо Бранковић   |                                            |
| Костимограф               | Владимир Тадеј    |                                            |
| Одсек за шминку           | Мирко Мачкић      | шминкерка                                  |
| Одсек за шминку           | Соња Маринковић   | асистент шминкера                          |
| Менаџер продукције        | Стипе Гурдулић    | директор филма (као Стјепан Гурдулић)      |
| Менаџер продукције        | Бранко Лустиг     | вођа снимања                               |
| Менаџер продукције        | Сејфудин Тановић  | помоћник организатора                      |
| Помоћник режије           | Стјепан Драганић  | помоћник редитеља                          |
| Помоћник режије           | Крсто Петањек     | помоћник редитеља                          |
| Уметнички одсек           | Берислав Петрушић | сет дизајнер                               |
| Уметнички одсек           | Мањо Узеир        | сценски реквизитер                         |
| Уметнички одсек           | Стјепан Влаховић  | сценски реквизитер                         |
| Одсек за звук             | Константин Ћук    | асистент тонског сниматеља (као Коста Ћок) |
| Одсек за звук             | Миро Хрбачек      | асистент тонског сниматеља                 |
| Одсек за звук             | Федор Јелер       | тон мајстор                                |
| Одсек за камеру и расвету | Милан Бабић       | пратилац камере                            |
| Одсек за камеру и расвету | Томо Љевак        | пратилац камере                            |
| Одсек за камеру и расвету | Антун Маркић      | пратилац камере                            |
| Одсек за камеру и расвету | Драгутин Новак    | вођа расвете                               |
| Одсек за камеру и расвету | Хамдија Заметица  | сценски мајстор                            |
| Одсек за костим           | Драгутин Хабазин  | гардеробер                                 |
| Одсек за костим           | Рамиза Каламујић  | гардеробер                                 |
| Одсек за монтажу          | Иванка Гуложнић   | асистент монтажера                         |
| Музички одсек             | Лидија Јојић      | музички уредник                            |
| Остала екипа              | Дана Господнетић  | секретар режије (као Дана Лончар)          |
| Остала екипа              | Соња Живец        | секретар продукције                        |